# 大衛·G·錢德勒
大衛·傑佛瑞·錢德勒 (英語：David Geoffrey Chandler；1934年1月15日—2004年10月10日）是著名英國歷史學家，主要研究方向為拿破崙戰爭時期的軍事史。曾撰寫《拿破崙的戰役》（The Campaigns of Napoleon）一書，與其他軍事史籍。
錢德勒在年輕時曾在軍中服役，最高軍銜為上尉。他晚年時在英國桑赫斯特皇家軍事學院任教，在1991年得到牛津大学的文學博士學位。他曾得到三所大學的客座教授職位，分別為俄亥俄州立大學、維吉尼亞軍校與美國海軍陸戰隊大學。